# Дмитро (Яремко)
Яремко Дмитро (6 жовтня 1879, Гайок — 3 жовтня 1916) — священник і церковний діяч, віце-ректор Духовної семінарії у Львові, співробітник журналу «Нива» (з 1907), єпископ Острозький.

## Життєпис
Навчався в Інсбруці в єзуїтській колегії Канізіянум: поступив на навчання (4 жовтня 1903 р.) після четвертого року семінарії і по році студій перевівся до Віденського інституту св. Августина. 21 серпня 1904 р. отримав священничі свячення. Після року навчання у Відні знову повернувся до Інсбрука, де розпочав працю над докторською дисертацією з богослов'я на тему: «De impedimento Ordinis iuxta disciplinam Ecclesiae Orientalis» (потверджена 20 січня 1905 р.). Однак захищав її вже у Відні 1 липня 1907 р.
22 вересня 1914 р. таємно висвячений митрополитом Андреєм Шептицьким у Києві в готелі «Континенталь» на єпископа Острозького (це єпископство уважалося вільним від ліквідації унії в Росії). Вивезений до Воронежа. Помер на засланні у 3 жовтня 1916 року в місті Вологда.
Триває процес його беатифікації.